# Ashley Delaney
Ashley Delaney (* 11. April 1986 in Sale, Victoria) ist ein australischer Schwimmer.

## Karriere
Delaneys Spezialität sind die Rückendistanzen. Zum ersten Mal erregte er bei den australischen Kurzbahnmeisterschaften 2005 Aufmerksamkeit, als er über 100 Meter Rücken Vierter wurde und somit nur knapp das Podium verpasste.
Seine ersten Titel gewann er bei den Oceania Swimming Championships 2006 in Cairns, als er sowohl über 50 Meter, 100 Meter, 200 Meter Rücken als auch gemeinsam mit der 4-mal-100-Meter-Lagenstaffel den Titel holte. Im selben Jahr verpasste er bei den Trials als Dritter über 100 Meter Rücken knapp sowie als Sechster und Achter über 50 Meter und 200 Meter Rücken deutlich die Qualifikation für die Commonwealth Games 2006 in Melbourne.
2008 war mit dem Gewinn der Bronzemedaille über 50 Meter Rücken bei den Kurzbahnweltmeisterschaften 2008 in Manchester und dem Gewinn der Silbermedaille gemeinsam mit der australischen 4-mal-100-Meter-Lagenstaffel bei den Olympischen Sommerspielen 2008 in Peking sein bisher erfolgreichstes Jahr. Bei den Olympischen Sommerspielen belegte er außerdem den guten fünften Platz über 100 Meter Rücken.
Ein Jahr später feierte er bei den Schwimmweltmeisterschaften 2009 in Rom den Gewinn der Bronzemedaille mit der 4-mal-100-Meter-Lagenstaffel. In allen Einzelkonkurrenzen auf der Rückendistanz lief es für Delaney eher enttäuschend. Über 50 Meter und 100 Meter Rücken schied er als 16. bzw. 10. im Halbfinale und über 200 Meter Rücken als 17. bereits im Vorlauf aus.
2010 konnte er bei den Pan Pacific Swimming Championships 2010 in Irvine über seine Spezialstrecken wieder überzeugen, indem er über 50 Meter Rücken die Silber- und über 100 Meter Rücken die Bronzemedaille gewann. Außerdem gewann er eine weitere Bronzemedaille mit der australischen 4-mal-100-Meter-Lagenstaffel. Im selben Jahr schwamm er bei den Commonwealth Games in Neu-Delhi über 50 m Rücken, 100 m Rücken und 200 m Rücken jeweils auf den dritten Platz; mit der 4 × 100-m-Lagenstaffel gewann er die Goldmedaille.
Delaney trainiert derzeit bei Coach Shannon Rollason.